# ستيف سوليفان (ملاكم)
ستيف سوليفان (بالإنجليزية: Steve Sullivan)‏ (21 مايو 1897 بنيويورك في الولايات المتحدة - 6 سبتمبر 1979) هو ملاكم أمريكي، صنّف ضمن فئة وزن الريشة السوبر ‏ ووزن الريشة ‏ ووزن الخفيف.

## إحصائيات
خاض خلال مسيرته 113 نزالا، فاز في 48 وتعادل في 16 وخسر في 37. فاز بالضربة القاضية في 7 نزالات.

## روابط خارجية
- ستيف سوليفان على موقع بوكس ريك (الإنجليزية) (registration required)